# Constancio Plurilópez
Constancio Plurilópez o simplemente Plurilópez fue una serie de historietas creada por varios guionistas de la editorial Bruguera y el dibujante Tran para las revistas "Mortadelo" y "Súper Mortadelo" en 1977.

## Trayectoria editorial
Constancio Plurilópez fue, al parecer, un encargo de la Redacción de Bruguera al dibujante Tran, quien contó con los guiones de José Luis Ballestín, Julio Fernández, Juan Manuel González Cremona, Armando Matías Guiu, F. Morillo, Jaume Ribera, Francisco Serrano, Montse Vives y Leonardo Diaz.
Aparte de en "Mortadelo" y "Súper Mortadelo", Constancio Plurilópez apareció en otras revistas de la editorial, como "Súper Pulgarcito", "Tío Vivo", "Bruguelandia", "Mortadelo Especial", etc.

## Argumento
Constancio Plurilópez es un hombre increíblemente pluriempleado, siempre corriendo a fichar en un trabajo cuando apenas acaba de fichar en la salida del otro, hasta el punto de que tiene que aprovechar para comer algo mientras está sirviendo en uno de sus empleos de camarero. El objetivo de tanto esfuerzo es el de instalarse en un piso con su novia Pepita, pero entre que Plurilópez nunca consigue un ascenso y su mala suerte general apenas logra llegar a fin de mes, menos aún ahorrar. En algún momento, sin embargo, Plurilópez logró adquirir el ansiado piso y la serie pasó a titularse Constancio, el vecino del quinto y a centrarse en los líos vecinales en los que el personaje se metía debido a su buena fe.